# ملعب 8 ماي 1945
ملعب 8 ماي 1945 هو ملعب كرة قدم يقع في سطيف وهو ملعب خاص بنادي وفاق سطيف وكان افتتاحه سنة 1972 وآخر تجديد له كانت في 2008. أرضية الميدان اصطناعية من جيل الرابع ويتسع لحوالي 25000 ألف مقعد، ومن أهم الفرق التي تلعب في الملعب وفاق واتحاد سطيف.

## أرضية الملعب
أرضية الملعب اصطناعية من الجيل السادس (المعتمد من طرف الFIFA). ونظراً لتواجد مدينة سطيف على علو يقدر بأزيد من 1100 متر عن سطح البحر وقربها من سلسلة جبال الأطلس التلي. فيتميز شتاء سطيف بالبرد القارس المصحوب دائما يتساقط الثلوج كما يتميز صيف المدينة بالحرارة العالية المنخفضة الرطوبة. لذلك اتخذت السلطات المحلية لولاية سطيف قرار استبدال أرضية الملعب الطبيعية عند افتتاحه عام 1972 بأخرى اصطناعية لتقليص تكاليف الاعتناء بالعشب الطبيعي.